# Zvonková

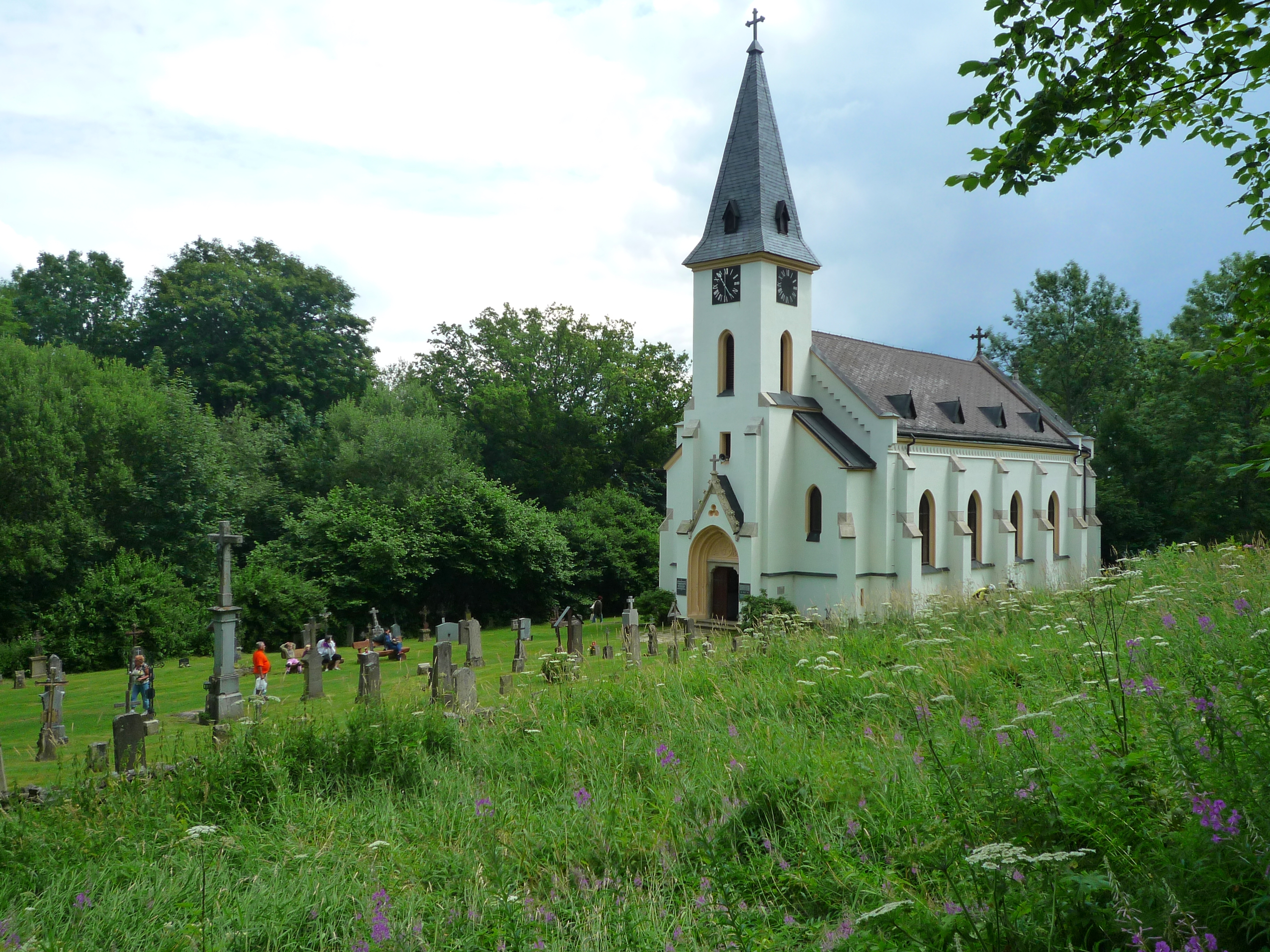
Kirche von Zvonková

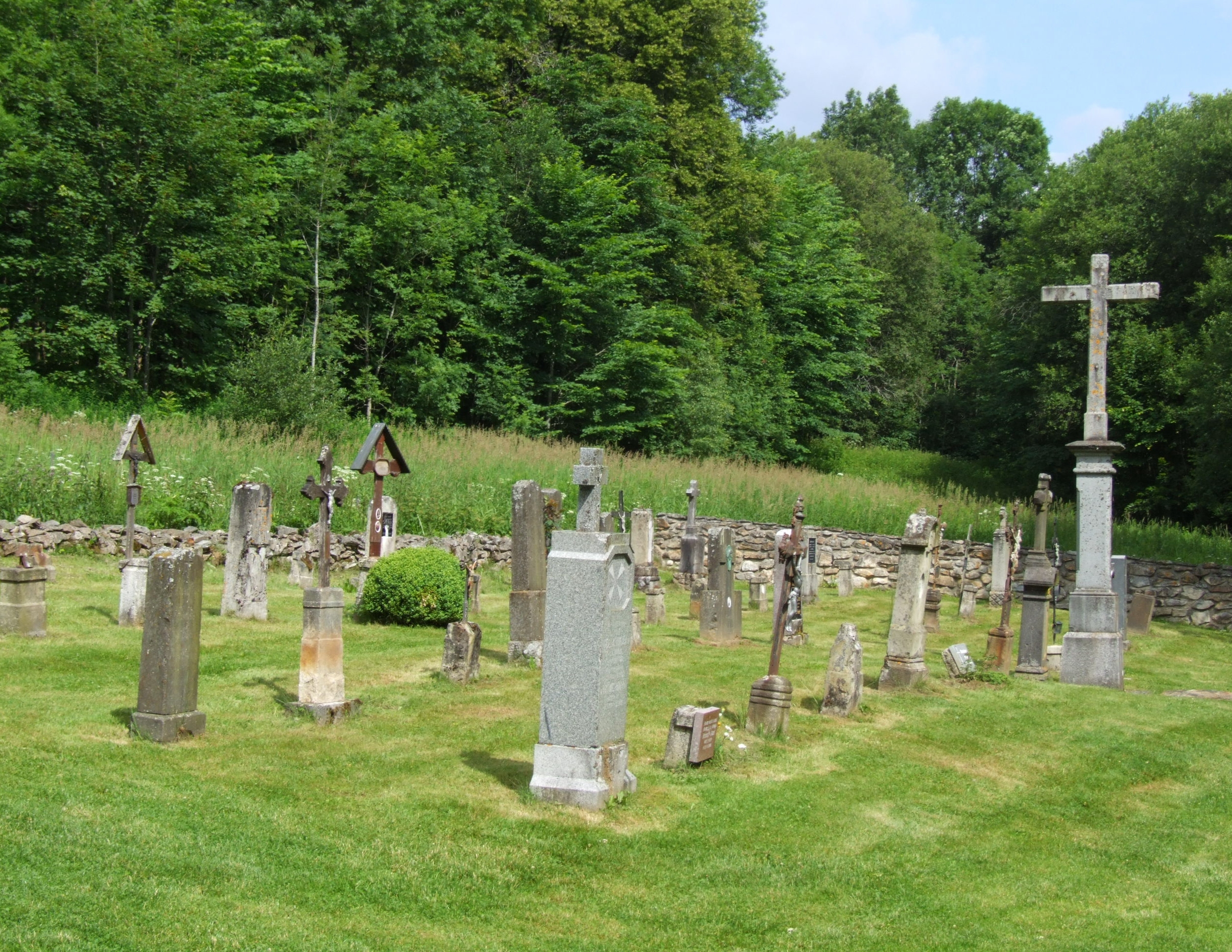
Kirchhof

Zvonková (deutsch Glöckelberg) ist eine Wüstung im Böhmerwald in Tschechien. Sie gehört zur Stadt Horní Planá (Oberplan) im Okres Český Krumlov und bildet einen Katastralbezirk mit einer Fläche von 3920,4592 ha.

## Geographie
Zvonková befindet sich sechs Kilometer südwestlich von Horní Planá zwischen dem Stausee Lipno und der Grenze zu Österreich am westlichen Fuße des Zvonkovský vrch (Wuselberg, 845 m) im Nationalpark und Landschaftsschutzgebiet Šumava in Südböhmen.
Nördlich liegen die Wüstungen Josefův Důl (auch Josefodol geschrieben) und Huťský Dvůr (frühere Orte Josefsthal und Hüttenhof der Gemeinde Glöckelberg), im Nordosten Přední Zvonková (Vorder Glöckelberg), südöstlich die Wüstungen Račín (Ratschin) und Pestřice (Stögenwald). Bereits auf österreichischer Seite befinden sich im Süden Sonnenwald, südwestlich Schöneben (Gemeinde Ulrichsberg), im Westen Pfaffetschlag und die Pfaffetschlaghäuseln sowie im Nordwesten Holzschlag (Gemeinde Klaffer am Hochficht).

## Geschichte
Die Gründung des Dorfes fand um 1670 statt. 1785 wurde eine Kapelle errichtet, 1788 begann der Bau einer Kirche. Mit der Gründung der Kirche wurde auch eine Schule eingerichtet. Die Kirche brannte 1876 nieder, an der Stelle wurde dann die neugotische Kirche errichtet. Nach 1918 wurde das Dorf dem neu geschaffenen Staat Tschechoslowakei zugeschlagen. Im Zuge des Münchner Abkommens kam es 1938 mit dem Sudetenland zum Deutschen Reich. 1939 wurde es dem Landkreis Krummau an der Moldau im Reichsgau Oberdonau zugeteilt. 1945 kam Glöckelberg wieder zur Tschechoslowakei und die meisten Bewohner wurden vertrieben. Nach dem Beginn des Kalten Krieges wurden wegen der unmittelbaren Grenznähe die Bewohner zwangsausgesiedelt und das Dorf bis auf die Kirche geschleift.

### Glasfabrik Josefsthal
Die Glasfabrik in Josephsthal war von 1823 bis zur Sprengung des Schlotes im Jahr 1930 in Betrieb. Die häufig fluktuierenden Glasmacher wanderten aus den Glashütten im Gratzener Bergland, im Waldviertel und in Seewiesen zu oder kamen aus den umliegenden Pfarren Schwarzenberg am Böhmerwald, Ulrichsberg oder Aigen, aus dem Hausruckviertel, aus Bayern, Nordböhmen, Ungarn und aus dem polnischen Galizien. Viele Glasarbeiter der seit 1749 bestehenden Konkurrenzhütte Sonnenwald sind sowohl in den Aigner als auch in den Glöckelberger Matrikeln verzeichnet, wobei eine ausgeprägte versorgungsmäßige, gesellschaftliche und pfarrliche Ausrichtung der Sonnenwalder Bevölkerung nach Glöckelberg und dem Moldautal bestand. An die Glashütten erinnert heute noch der Huťský Potok („Hüttenbach“).

## Sehenswürdigkeiten
- Kirche St. Johannes Nepomuk
- Naturdenkmäler Házlův kříž (66 ha), Prameniště Hamerského potoka u Zvonkové (Quellgebiet des Hammerbachs, 55 ha) und Úval Zvonková (Glöckelbergtal, nunmehr Teil des Nationalparks Šumava)[5]

## Persönlichkeiten
- Engelmar Unzeitig, ab 1940 Pfarrer in Glöckelberg, wurde 2016 als Bekenner und Märtyrer in der Zeit des Nationalsozialismus seliggesprochen.